# Сборная Лихтенштейна по шахматам
Сборная Лихтенштейна по шахматам представляет Лихтенштейн на международных шахматных турнирах. Контроль и организацию осуществляет шахматная федерация Лихтенштейна. Наивысший рейтинг сборной — 2239 (1996).

## Шахматная олимпиада
| Год  | Город          | Место          |
| ---- | -------------- | -------------- |
| 1988 | Салоники       | 93 место       |
| 1990 | Нови-Сад       | 102 место      |
| 1992 | Манила         | 90 место       |
| 1994 | Москва         | 91 место       |
| 1996 | Ереван         | 86 место       |
| 1998 | Элиста         | не участвовала |
| 2000 | Стамбул        | 100 место      |
| 2002 | Блед           | 98 место       |
| 2004 | Кальвиа        | 109 место      |
| 2006 | Турин          | 120 место      |
| 2008 | Дрезден        | 139 место      |
| 2010 | Ханты-Мансийск | не участвовала |
| 2012 | Стамбул        | 122 место      |
| 2014 | Тромсё         | 119 место      |
| 2016 | Баку           | не участвовала |

## Статистика
| Турнир              | Участий | Годы                       | Лучший результат |
| ------------------- | ------- | -------------------------- | ---------------- |
| Шахматная олимпиада | 11      | 1988—1996, 2000—2008, 2012 | 86 место (1996)  |

## Состав сборной

### Состав сборной 2012
| Доска                | Шахматист            | Рейтинг |
| -------------------- | -------------------- | ------- |
| 1-я                  | Фабиан Ферстер       | 2144    |
| 2-я                  | Марио Коблер         | 2099    |
| 3-я                  | Марсель Маннхарт     | 2066    |
| 4-я                  | Курт Мюндль          | 1893    |
| Сборная Лихтенштейна | Сборная Лихтенштейна | 2051    |

### Гвардейцы
Чаще других за сборную выступали Курт Мюндль — 10 раз.

### Трансферы
| Ушли          | Ушли    | Ушли |
| Шахматист     | Куда    | Год  |
| ------------- | ------- | ---- |
| Валерий Атлас | Австрия | 2007 |

## Достижения

### Индивидуальный зачёт
Единственную медаль в личном зачёте, выступая за сборную на шахматных олимпиадах, завоевал Марсель Маннхарт: 2-е место на 4-й доске (2000)